# Дунтинху
Дунтинху́ (Дунтин, Донгтинг, Донгтингху, Дунгтингху, кит. 洞庭湖, пиньинь Dòngtíng Hú) — крупное неглубокое озеро в северо-восточной части китайской провинции Хунань. Находится в заливном бассейне реки Янцзы, поэтому его размер зависит от сезона.
Названия провинций Хубэй и Хунань связаны с озером — Хубэй (湖北) в переводе с китайского означает «севернее озера», а Хунань （湖南） — «южнее озера». Считается вторым или первым по величине в Китае и шестым по мелководности в мире. Причисляется к так называемым «пяти озёрам». На озере водится беспёрая морская свинья, популяция которой в Китае находится под угрозой.

## География
В настоящее время Дунтинху является вторым по величине пресным озером Китая после Поянху. В период с июля по сентябрь Янцзы разливается, сильно увеличивая площадь озера (с обычных 2820 км² оно может вырасти до 20 тыс. км²). Зимой размер озера значительно меньше, чем летом. Глубина до 8 метров. Озеро подпитывается водами ещё четырёх рек: Сянцзян, Цзы, Юань и Лишуй (Ли). Океанские суда могут подниматься до города Чанша, расположенного на реке Сянцзян.

## Культура и мифология

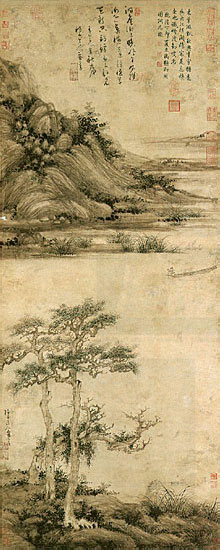
Рыбак-отшельник на озере Дунтинху, У Чжэнь (1287—1354)

Озеро Дунтинху известно в китайской культуре как место возникновения праздника драконьих лодок.
Район озера Дунтинху часто упоминается в истории и литературе Китая. Утверждается, что гонки на лодках-драконах зародились на восточном берегу озера как праздник в честь памяти поэта Цюй Юаня (340—278 до н. э.), покончившего жизнь самоубийством в одном из притоков озера.
Расположенный в центре озера остров Цзюньшань (кит. 君山) служил ранее даосским местом уединения, а также знаменит своим сортом жёлтого чая.
Горный ландшафт рек Сяо и Сян часто упоминается в китайской поэзии. Во времена империи Сун стало принято пейзажи области изображать в восьми сценах, обычно называемых Восемь видов рек Сяо и Сян (瀟湘八景). Эта традиция распространилась в Японию, где другие известные места стали изображаться вместо рек Сяо и Сян.

## Экология
От непрерывного бесконтрольного слива в озеро грязи и отходов расположенных вокруг него промышленных предприятий (101 фабрика по изготовлению бумаги) была серьёзно нарушена экосистема озера, качество воды также серьёзно ухудшилось. Сократилось число прилетающих водоплавающих птиц и рыбы в озере.
В 2007 году были высказаны опасения, что населяющие озеро беспёрые морские свиньи могут разделить участь вымершего речного дельфина. Всего в Китае живёт около 1400 особей этого вида морских свиней, 700—900 из которых обитают в Янцзы, а другие 500 — в озёрах Поянху и Дунтинху. Размер популяции в 2007 году сократился в два раза относительно 1997 года и продолжает уменьшаться со скоростью 7,3 % в год.
Неблагоприятными факторами для морских свиней в озере Поянху являются интенсивное судоходство и добыча песка.
После наводнения на реке Янцзы в конце июня 2007 года около 2 млрд мышей были вынуждены покинуть острова озера. Мыши разбежались по окрестностям и причинили ущерб взращиваемым культурам.

## Крупные города на озере
- Иян
- Юэян
- Чандэ